# 上滝駅
上滝駅（かみだきえき）は、富山県富山市中滝にある富山地方鉄道上滝線の駅である。駅番号はT69。

## 歴史
- 1921年（大正10年）
  - 4月25日：富山県営鉄道の駅として開業。当時は終点駅。
  - 8月20日：当駅 - 岩峅寺間が開業。中間駅となる[1]。
- 1943年（昭和18年）1月1日：交通大統合により富山地方鉄道に譲渡され、同社立山線の駅となる。
- 1958年（昭和33年）4月21日：駅舎改築[2]。第13回国民体育大会開催に合わせたもの。
- 1969年（昭和44年）
  - 4月1日：南富山 - 岩峅寺間が上滝線として分離され、同線の駅となる。
  - 8月1日：貨物営業が廃止される[3]。

## 駅構造
単式ホーム1面1線を持つ。かつては島式ホーム1面2線であったが、片側の1線は撤去された。
かつては貨物の積み出し施設が存在した。1950年時点の貨物の輸送実績は発送2,108トン、到着2,348トンを記録している。

## 利用状況
「富山市統計書」によると、2019年度の1日平均乗車人員は177人である。
近年の1日平均乗降・乗車人員は以下の通り。
| 年度   | 1日平均 乗降人員 | 1日平均 乗車人員 |
| ------ | ---------------- | ---------------- |
| 1997年 | 595              |                  |
| 1998年 | 550              |                  |
| 1999年 | 500              |                  |
| 2000年 | 479              |                  |
| 2001年 | 460              |                  |
| 2002年 | 455              |                  |
| 2003年 | 363              |                  |
| 2004年 | 349              | 164              |
| 2005年 | 352              | 181              |
| 2006年 | 365              | 175              |
| 2007年 | 356              | 176              |
| 2008年 | 350              | 169              |
| 2009年 | 339              | 162              |
| 2010年 | 334              | 157              |
| 2011年 | 343              | 162              |
| 2012年 | 347              | 164              |
| 2013年 | 333              | 158              |
| 2014年 | 347              | 177              |
| 2015年 | 347              | 174              |
| 2016年 | 353              | 180              |
| 2017年 | 363              | 188              |
| 2018年 | 348              | 178              |
| 2019年 | 344              | 177              |
| 2020年 | 287              | 143              |
| 2021年 | 288              | 143              |
| 2022年 | 289              | 143              |

## 駅周辺
- 片山学園中学校・高等学校
- 富山市役所大山総合行政センター（旧・大山町役場）
- 富山市立上滝中学校

## 隣の駅
富山地方鉄道
■上滝線
大庄駅 (T68) - 上滝駅 (T69) - 大川寺駅 (T70)